# The Meaning of Love
«The Meaning of Love» (в переводе с англ. — «Смысл любви») — песня британской группы Depeche Mode, второй сингл из их второго студийного альбома A Broken Frame, пятый в дискографии группы. Записан в Blackwing Studios, вышел 26 апреля 1982 года.

## О сингле
Версия песни «The Meaning of Love» на 7" и CD версиях сингла такая же, как и в альбоме A Broken Frame. Версия «Fairly Odd Mix», представленная на версии 12", содержит необычную техно-песенку после второго припева.
Сторону «Б» занимает «Oberkorn (It’s a Small Town)» — атмосферный инструментал, написанный Мартином Гором в городе Оберкорн, Люксембург как интро для концертов тура в поддержку альбома A Broken Frame. В более длинной версии («Development Mix») вступление внешне схоже с оригинальной, а затем музыка начинает звучать в новой аранжировке.
Видеоклип на «The Meaning of Love» — второй видеоклип группы с Аланом Уайлдером. Режиссёр — Джулиен Темпл. Данное видео не было включено в видеосборник 1985 года Some Great Videos, поскольку было не очень высоко оценено группой.
Сингл не вышел в США постольку, поскольку версия «Fairly Odd Mix» была издана в качестве би-сайда на американской версии сингла «See You».

## Списки композиций
Слова и музыка всех песен — написаны Мартином Гором.
| №  | Название                       | Длительность |
| -- | ------------------------------ | ------------ |
| 1. | «The Meaning of Love»          | 3:05         |
| 2. | «Oberkorn (It’s a Small Town)» | 4:07         |

| №  | Название                                         | Длительность |
| -- | ------------------------------------------------ | ------------ |
| 1. | «The Meaning of Love» (Fairly Odd Mix)           | 4:59         |
| 2. | «Oberkorn (It’s a Small Town)» (Development Mix) | 7:37         |

| №  | Название                                         | Длительность |
| -- | ------------------------------------------------ | ------------ |
| 1. | «The Meaning of Love»                            | 3:05         |
| 2. | «Oberkorn (It’s a Small Town)»                   | 4:07         |
| 3. | «The Meaning of Love» (Fairly Odd Mix)           | 4:59         |
| 4. | «Oberkorn (It’s a Small Town)» (Development Mix) | 7:37         |

## Позиции в хит-парадах
| Чарт (1982)                     | Позиция |
| ------------------------------- | ------- |
| Великобритания (OCC UK Singles) | 12      |
| Венгрия (Rádiós Top 40)         | 17      |
| Ирландия (IRMA)                 | 17      |
| ФРГ (Media Control AG)          | 64      |
| Швеция (Sverigetopplistan)      | 16      |